# 混世闲喵 (网络漫画)
《混世闲喵》是美國藝術家崔西·J·巴特勒（Tracy J. Butler）創作的網絡漫畫。該劇以禁酒令時期的聖路易為背景，角色則為一群擬人化的貓，故事情節記錄了拉卡黛西（Lackadaisy）地下酒吧在其創始人被謀殺後的命運。這部漫畫融合了喜劇、犯罪和懸疑的元素。

## 角色

### 拉卡黛西
洛奇·瑞克比
是個闪耀着智光芒的蓝色之星，亦或是个披着白麻外表的天才，但不管是哪种，他总能保持着狂躁且过于丰富情绪，而最近他开始把精力集中于拉卡迪斯地下酒吧的非法酒精饮料的运输经营上只要任何东西看起来不像是骨瘦如柴，且拉着小提琴的爵士乐队乐手都能比他更胜任这个角色。
卡爾文·小雀斑·麥克默雷
卡尔文被他母亲视为一颗温顺而小巧的掌上明珠，而“小雀斑”这个绰号则意味着，他是他表哥洛奇忠实的得力助手，面露忧虑之时，大概是因为将这两者(特性):混为一谈颜显荒谬。或者更进一步地说,在菱形毛衣下的他，是座充斥着躁动且极度 沮丧的小火山，他最近尝试加入当地警局来维护法律与正义，但最后却糅羽而归，而洛奇一直在如影随形般，时刻准备引导着忠厚纯洁的小雀斑迈入完全相反的人生轨迹。
当小雀班没有沉浸在对“老式枪战”所产生的复杂情绪时，他研究棒球的冷知识、修剪草坪，用锤子砸修些东西以获得慰藉。
艾薇·佩珀
世界瞬息万变，艾薇·佩珀顶着一头路易丝·布魯克斯的发型，在舞池里热舞，吸引着一连串毫无戒备的小伙子，除此之外，她还是大学步枪队的一员，充滿对潮流的追求，在白天当她不忙于学业时(实际上她从不忙于学业)，艾薇会在几乎合法的小雏菊咖啡厅的收银台工作，而在夜晚，作为一名小规模走私帝国负责人的后代，尤其还是阿特拉斯的教女，她可是拉卡迪斯爵士乐的常驻公主，充满可爱与阳光，或许在这些甜蜜外表的精心策划下有着不可告人的小秘密，她毫无畏惧麻烦并决定利用地下酒吧这个平台，来展示自己的魅力或参与刺激 冒险。
艾会以推进的方式来不断鼓励沉默寡言的人，她还目备。
许多特长列如:花言巧语、顶嘴、甜言蜜语和舞池狂欢。
阿特拉斯·梅
明面上阿特拉斯是名正直公民与“退伍军人”，暗地里则是名冷酷无情的恶棍，但关于他真实的一面还有待争议，可以肯定的是，他是圣路易斯当地人,在禁酒令出台前，他经营着一家不起眼名为“小雏菊”的咖啡厅，在这之后便开始经营地下生意。
在他精明的经营下，咖啡厅与城市地底下如迷宮般的洞穴相连接而在这里(地下)则是孕育生意的沃土，拉卡迪斯地下酒吧与他的犯罪组织信此开始兴盛与糖荣，直到阿特拉斯在1926年去世前，这里一直是这座城市最赚钱、最常光顾，音乐与酒精饮料的服恶之地。
如今随着他的身亡所带来的遗产问题，以及他的死因仍然笼罩在用影中，这使得拉卡迪新地下酒吧的有续受到系疑。
米茨·梅
从巡游演出的音乐家到寡妇再到地下酒吧老板，尽管术茨的黑帮之路并不是她有意而为之的，但她仍然决定要让拉卡迪斯重现往日的辉煌，然而，如果她还保持着甜蜜温柔般的外观，以及像裹上糖衣的“南方口音”下，那她是否有果断冷酷的性格和足够的财力来达成这个目标，这点还有待观察，她的竞争对手并不相信她可以做得到，但推动她前进的力量则是，她对已故的丈夫阿特拉斯部令人匪夷所思的怀恋，还有对她感到不解的追随者、忠诚的爵士乐吟游诗人，以及刚出道的黑社会新人来帮助她。
她的才华和爱好包括:弹奏班卓琴和尤克里里琴、业余摄影 不合时宜的“地狱笑话”,练习屈尊偷就的艺术和马提尼酒 (喝马拉尼酒,不是制作马提尼酒)

### 馬里戈爾德
艾薩·斯威特

莫迪凱·赫勒

尼克多姆·薩沃伊

賽拉芬·薩沃伊

## 改編作品
2020年3月，鋼鐵馬戲團漫畫宣布計劃根據網絡漫畫製作一部動畫短片，由動畫師法柏·西格爾（Fable Siegel）執導。該項目通過Kickstarter活動進行眾籌。最終27分鐘的短片於2023年3月29日在YouTube上發布。

## 外部連結
- 官方网站